# Anthicus quadraticollis
Anthicus quadraticollis là một loài bọ cánh cứng trong họ Anthicidae. Loài này được Yawata miêu tả khoa học năm 1942.